# Liste der Orte im Kreis Vrancea

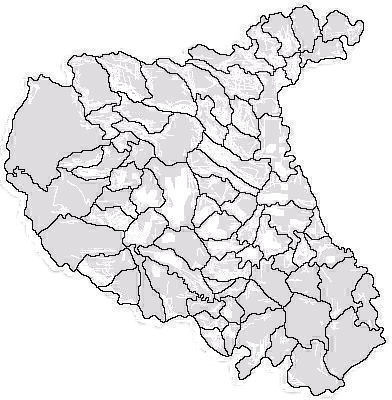
Gemeinden des Kreises Vrancea

Der Kreis Vrancea in Rumänien besteht aus offiziell 346 Ortschaften. Davon haben 5 den Status einer Stadt, 67 den einer Gemeinde. Die übrigen sind administrativ den Städten und Gemeinden zugeordnet.

## Städte
| - Adjud - Focșani | - Mărășești - Odobești | - Panciu |

## Gemeinden
| - Andreiașu de Jos - Bălești - Bârsești - Biliești - Boghești - Bolotești - Bordești - Broșteni - Câmpineanca - Câmpuri - Cârligele - Chiojdeni - Ciorăști - Corbița - Cotești - Dumbrăveni - Dumitrești - Fitionești - Garoafa - Golești - Gologanu - Gugești - Gura Caliței | - Homocea - Jariștea - Jitia - Măicănești - Mera - Milcovul - Movilița - Nănești - Năruja - Negrilești - Nereju - Obrejița - Paltin - Păulești - Păunești - Ploscuțeni - Poiana Cristei - Popești - Pufești - Răcoasa - Răstoaca - Reghiu | - Ruginești - Sihlea - Slobozia Bradului - Slobozia Ciorăști - Soveja (Gemeindesitz: Dragosloveni) - Spulber - Străoane - Suraia - Tâmboești - Tănăsoaia - Tătăranu - Tulnici - Țifești - Urechești - Valea Sării - Vânători - Vârteșcoiu - Vidra - Vintileasca - Vizantea-Livezi (Gemeindesitz: Vizantea Răzășească) - Vrâncioaia - Vulturu |

## A
| - Adjudu Vechi - Alexandru Vlahuță - Andreiașu de Sus | - Anghelești - Argea - Armeni | - Arșița - Arva |

## B
| - Bahnele - Bălănești - Balta Raței - Bâtcari - Bătinești - Beciu - Belciugele - Biceștii de Jos - Biceștii de Sus | - Bichești - Bizighești - Blidari (Cârligele) - Blidari (Dumitrești) - Bodești - Bogheștii de Sus - Bogza - Bonțești - Bordeasca Nouă | - Bordeasca Veche - Bordeștii de Jos - Boțârlău - Brădăcești - Brădetu - Buda - Budești - Burca - Burcioaia |

## C
| - Căiata - Călienii Noi - Călienii Vechi - Călimăneasa - Călimănești - Cândești - Carșochești-Corăbița - Cătăuți - Ceardac - Cerbu | - Chiricani - Chițcani - Ciolănești - Ciorani - Ciușlea - Clipicești - Cocoșari - Codrești - Colacu - Copăcești | - Cornetu - Coroteni - Costișa (Homocea) - Costișa (Tănăsoaia) - Costișa de Sus - Covrag - Coza - Crucea de Jos - Crucea de Sus |

## D
| - Dălhăuți - Dealu Cucului - Dealu Lung - Dealu Sării - Diocheți-Rediu | - Doaga - Domnești-Sat - Domnești-Târg - Dragosloveni (Dumbrăveni) - Dragosloveni (Soveja) | - Dumbrava (Panciu) - Dumbrava (Poiana Cristei) - Dumitreștii de Sus - Dumitreștii-Față - După Măgura |

## F
| - Făgetu - Faraoanele - Farcaș | - Făurei - Feldioara - Fetești | - Fetig - Frecăței |

## G
| - Găgești - Galbeni - Găloiești - Garoafa | - Ghebari - Ghimicești - Gogoiu - Goleștii de Sus | - Greșu - Groapa Tufei - Gura Văii |

## H
| - Hângulești - Haret | - Hăulișca - Holbănești | - Hotaru |

## I
| - Igești - Irești | - Iugani - Ivăncești | - Izvoarele |

## J
| - Jgheaburi - Jiliște | - Jitia de Jos | - Jorăști |

## L
| - Lacu lui Baban - Lămotești - Lărgășeni - Lăstuni | - Lepșa - Lespezi - Liești - Livada | - Livezile - Lojnița - Luncile - Lupoaia |

## M
| - Măgura - Mahriu - Maluri - Mănăstioara - Mândrești-Moldova - Mândrești-Munteni - Mărăcini | - Mărăști - Mărtinești - Mătăcina - Mesteacănu - Mihălceni - Milcovel - Mirceștii Noi | - Mirceștii Vechi - Modruzeni - Morărești - Motnău - Muncei - Muncelu |

## N
| - Nănești (Tănăsoaia) - Neculele | - Neicu - Nereju Mic | - Nistorești |

## O
| - Ocheșești - Odobasca | - Olăreni - Oleșești | - Olteni - Oreavu |

## P
| - Pădureni (Jariștea) - Pădureni (Mărășești) - Pădureni (Tâmboești) - Pătrășcani - Păvălari - Petreanu - Petrești - Pietroasa (Bolotești) - Pietroasa (Câmpineanca) - Pietroasa (Tâmboești) - Pietroasa (Vârteșcoiu) | - Piscu Radului - Piscu Reghiului - Pitulușa - Plăcințeni - Pleșești - Plopu - Ploștina - Podu Lacului - Podu Nărujei - Podu Șchiopului - Podu Stoica | - Poduri - Podurile - Poenile - Poiana - Poiana Stoichii - Poienița - Prahuda - Precistanu - Prisaca - Prisecani - Putna |

## R
| - Răchitașu - Răchitosu - Rădăcinești - Rădulești - Răiuți - Râmnicenca | - Râmniceni - Rașca - Rebegari - Repedea - Românești - Roșcari | - Roșioara - Rotileștii Mari - Rotileștii Mici - Rucăreni - Ruget |

## S
| - Sahastru - Salcia Nouă - Salcia Veche - Sârbi - Satu Nou (Ciorăști) - Satu Nou (Panciu) - Scafari - Scânteia | - Seciu - Șerbănești - Șerbești - Siminoc - Șindrilari - Siretu - Șișcani | - Slimnic - Slobozia Botești - Șotârcari - Spătăreasa - Spinești - Străjescu - Stupina |

## T
| - Tăbucești - Tănăsari - Târâtu - Tătaru - Țepa - Terchești - Tichiriș | - Tinoasa - Țipău - Tișița - Titila - Tojanii de Jos - Tojanii de Sus | - Topești - Trestia - Trestieni - Trotușanu - Tulburea - Tuțu |

## U
| - Ungureni | - Unirea | - Ursoaia |

## V
| - Vadu Roșca - Vâjâitoarea - Vâlcani - Vâlcele - Vâlcelele - Valea Beciului - Valea Cotești - Valea Mică - Valea Milcovului - Valea Neagră | - Văleni (Movilița) - Văleni (Ruginești) - Văleni (Străoane) - Varnița - Vărsătura - Verdea - Vetrești-Herăstrău - Viișoara (Păunești) - Viișoara (Vidra) | - Vitănești - Vităneștii de sub Măgură - Vizantea Mănăstirească - Vizantea Răzășească - Vladnicu de Jos - Vladnicu de Sus - Voetin - Voloșcani - Vulcăneasa |